# قابلية التحكم لجرايمان
في نظرية التحكم، تستخدم قابلية التحكم لجرايمان في تحديد هل النظام الخطي قابل للتحكم أم لا . 

لأي منظومة رصينة (نظام مستقل زمنيًا) 

{\displaystyle {\dot {x}}=Ax+Bu}
وإذا كانت القيم الذاتية ل {\displaystyle A} لها قيمة سالبة حقيقة، فإن الحل الفريد {\displaystyle W_{c}} لمعادلة ليابونوف 

{\displaystyle AW_{c}+W_{c}A^{T}=-BB^{T}}
موجبًا إذا كان {\displaystyle (A,B)} قابلين للتحكم.

ويمكن التعبير عن قابلية التحكم لجريمان بالرمز {\displaystyle W_{c}} وتكون المعادلة بالشكل التالي: 

{\displaystyle W_{c}=\int \limits _{0}^{\infty }e^{A\tau }BB^{T}e^{A^{T}\tau }\;d\tau }
وتستخدم مصفوفة أخرى لتحديد قابلية التحكم وهي:
{\displaystyle W_{c}(t_{0},t_{1})=\int _{t_{0}}^{t_{1}}e^{A(t_{0}-\tau )}BB^{T}e^{A^{T}(t_{0}-\tau )}\;d\tau }
ويكون {\displaystyle (A,B)} قابلين للتحكم إذا كانت المصفوفة {\displaystyle W_{c}(t_{0},t_{1})} مصفوفة قابلة للعكس لأي قيم{\displaystyle t_{1}>t_{0}} .

وللنظام غير المستقل زمنيًا: 

{\displaystyle {\dot {x}}(t)=A(t)x(t)+B(t)u(t)},
{\displaystyle y(t)=C(t)x(t)+D(t)u(t)}
يمكن التحكم فيه على الفترة {\displaystyle [t_{0},t_{1}]} . بشرط أن تكون مصوفة جرايمان {\displaystyle W_{c}(t_{0},t_{1})} مصفوفة قابلة للعكس:
{\displaystyle W_{c}(t_{0},t_{1})=\int \limits _{t_{0}}^{t_{1}}\Phi (t_{0},\tau )B(\tau )B^{T}(\tau )\Phi ^{T}(t_{0},\tau )\;d\tau }

## وصلات خارجية
- Mathematica function to compute the controllability Gramian